# サティー (インド神話)
サティー (Sati) は、インド神話に登場する女性。プラジャーパティの1人ダクシャ仙の娘で、ブラフマー神の孫。シヴァ神の最初の妃。

## 神話でのサティー
サティーは常々シヴァ神を慕っていた。しかし父ダクシャはシヴァを嫌っていたため、サティーの婿選びの場にシヴァを招待しなかった。悲しんだ彼女はシヴァのみを心に念じて、花婿の首にかける花輪を宙に投げた。するとそこにシヴァが突然現れてその首に花輪がかかったので、サティーはシヴァと結婚することができた。しかしダクシャはシヴァを認めたわけではなかった。あるときダクシャは娘のもとを訪れたが、結局シヴァのもてなしに満足することなく帰った。その後、ダクシャは神々を招いて盛大な供犠祭を催したが、彼は再びシヴァを招待しなかった。サティーは夫の名誉のために抗議したが、逆に馬鹿にされるありさまであり、怒ったサティーは焼身自殺をしてしまった。
これを聞いたシヴァは激怒し、ダクシャの供犠祭を徹底的に破壊した。そして妻を失った悲しみのあまり、狂気にとりつかれ、サティーの遺体を抱いて各地を放浪しては都市を破壊した。見かねたヴィシュヌ神が円盤を投げてサティーの遺体を細かく切り刻むと、シヴァは正気を取り戻した。サティーの遺体の破片が落ちた場所はみな聖地となり、遺体の破片1つ1つがその土地の女神として再生した。そのためシヴァには何百もの妃がいるとされる。またサティーは、ヒマラヤの神ヒマヴァットの娘パールヴァティー（ウマー）として生まれ変わり、愛する妻を失って、女性を受け入れまいとするシヴァのかたくなな心を解いて、新たな妃となった。
なお、寡婦が亡き夫の火葬の炎で殉死するサティーという習俗があり、一時はこれが奨励された時代もあったが、現在では禁止されている。